# Markku Peltola
Markku Peltola (Helsinki, 12 luglio 1956 – Kangasala, 31 dicembre 2007) è stato un attore finlandese, conosciuto in particolar modo per il ruolo da protagonista avuto nel film L'uomo senza passato diretto da Aki Kaurismäki, candidato come miglior film straniero ai Premi Oscar 2003 e vincitore del Grand Prix Speciale della Giuria al 55º Festival di Cannes.

## Filmografia parziale
- Nuvole in viaggio (Kauas pilvet karkaavat), regia di Aki Kaurismäki (1996)
- Juha, regia di Aki Kaurismäki (1999)
- L'uomo senza passato (Mies vailla menneisyyttä), regia di Aki Kaurismäki (2002)
- Ten Minutes Older: The Trumpet, regia di Spike Lee, Wim Wenders, Werner Herzog, Jim Jarmusch, Aki Kaurismäki, Víctor Erice e Kaige Chen (2002)
- Vares: Private Eye (Vares: yksityisetsivä), regia di Aleksi Mäkelä (2004)
- V2: Dead Angel (Vares 2: jäätynyt enkeli), regia di Aleksi Mäkelä (2007)